# イルマリネン級海防戦艦
| イルマリネン級海防戦艦                       | イルマリネン級海防戦艦 |
| -------------------------------------------- | --- |
| イルマリネン級海防戦艦「ヴァイナモイネン」。 | |
| 艦級概観                                     | |
| 艦種                                         | 海防戦艦 |
| 艦名                                         | 神話名 |
| 前級                                         | 無し |
| 次級                                         | 無し |
| 性能諸元                                     | |
| 排水量                                       | 基準 3,900トン 常備 4,100トン |
| 全長                                         | 93.0m |
| 水線長                                       | 90.0m |
| 全幅                                         | 16.9m |
| 吃水                                         | 4.5m |
| 機関                                         | ディーゼル・エレクトリック方式 ゲルマニア社ディーゼル機関4基 &レオナルド式電気モーター2基 2軸推進 |
| 最大 出力                                    | 単機875kW、最大3,500kW （約4,700hp） |
| 最大 速力                                    | 16.0ノット |
| 航続 距離                                    | 700海里 |
| 燃料                                         | 重油：93トン |
| 乗員                                         | 平時：330名 戦時：410名 |
| 兵装                                         | 竣工時：ボフォース 25.4cm（46口径）連装砲2基 ボフォース 10.5cm（50口径）連装両用砲4基 ヴィッカース 4cm（39口径）連装機関砲1基、同単装機関砲1基 マドセン 2cm単装機銃2基 ヴァイナモイネン（1941年）：ボフォース 25.4cm（46口径）連装砲2基 ボフォース 10.5cm（50口径）連装両用砲4基 ボフォース 4cm（56口径）連装機関砲2基 マドセン 2cm単装機銃8基 |
| 装甲                                         | 舷側： 50～55mm（水線部） 甲板：20mm（主甲板） 砲塔：100mm（前盾） 司令塔：120mm（側盾） |

イルマリネン級海防戦艦 (Ilmarinen-rannikkopanssarilaivaluokka) は、フィンランド海軍が第二次世界大戦前に建造した海防戦艦の艦級である。ネームシップの艦名はフィンランド創世叙事詩『カレワラ』に登場する鍛冶の神の名前に因む。2番艦「ヴァイナモイネン」の艦名は同神話の英雄の名に因む。また起工、進水、就役いずれもヴァイナモイネンが先行しているため『ヴァイナモイネン級』（Väinämöinen class）とも呼ばれる事もある。

## 概要

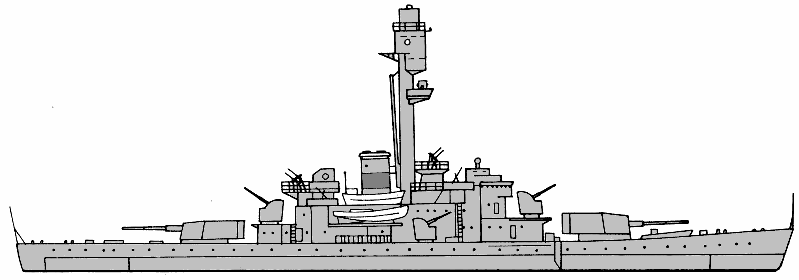
1940年時の「ヴァイナモイネン」のイメージ。

本級は冬には海面が凍結するバルト海奥部にある北欧の事情を考慮して設計段階から砕氷能力を重視した設計になっており、速力の加減や前進・後進の容易なディーゼル・エレクトリック主機の採用にもこの事が関わっている。また、水深の浅い沿岸部での行動を前提としている為に全長に比べて船体の幅を広く取って吃水を抑えた海防戦艦特有の船体形状をしていた。

## 艦形

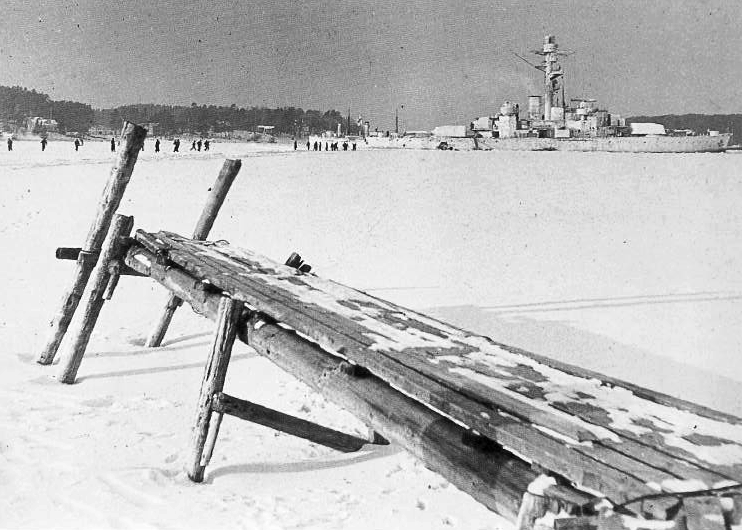
写真は氷に閉ざされたトゥルク港に停泊するイルマリネン。本級は砕氷能力があった。

本級は波の穏やかなバルト海での行動を考えた平甲板型船体だが、艦首形状は冬季には港が氷に閉ざされるために砕氷型艦首となっていた。前方から艦の構造を記述すると、軽くシア（甲板の反り返り）の付いた艦首甲板に新設計の「ボフォース 25.4cm（46口径）砲」を箱形の連装砲塔に収めて1基を配置。その後部から上部構造物が始まり、副武装の「ボフォース 10.5cm（50口径）高角砲」を防盾の付いた連装砲架で1基を配置している。その背後に司令塔を組み込んだ操舵艦橋の上には測距儀1基が載る。船体中央部には中段に探照灯台が付いた円柱状の単脚檣1基と1本煙突が立ち、煙突を両側から挟み込むように10.5cm連装高角砲が舷側甲板上に片舷1基ずつ配置され、その後部に艦載艇が並べられ、単脚檣を基部とするクレーン1基により運用された。煙突の背後に対空指揮装置が置かれ、その後部に10.5cm連装高角砲1基と2番主砲塔が後ろ向きに1基ずつ配置された。小型の船体ながら武装は効率よく配置され、前後方向に最大で25.4cm砲2門と10.5cm砲6門が、左右方向に最大で25.4cm砲4門と10.5cm砲が6門指向できた。

### 主砲、その他備砲等

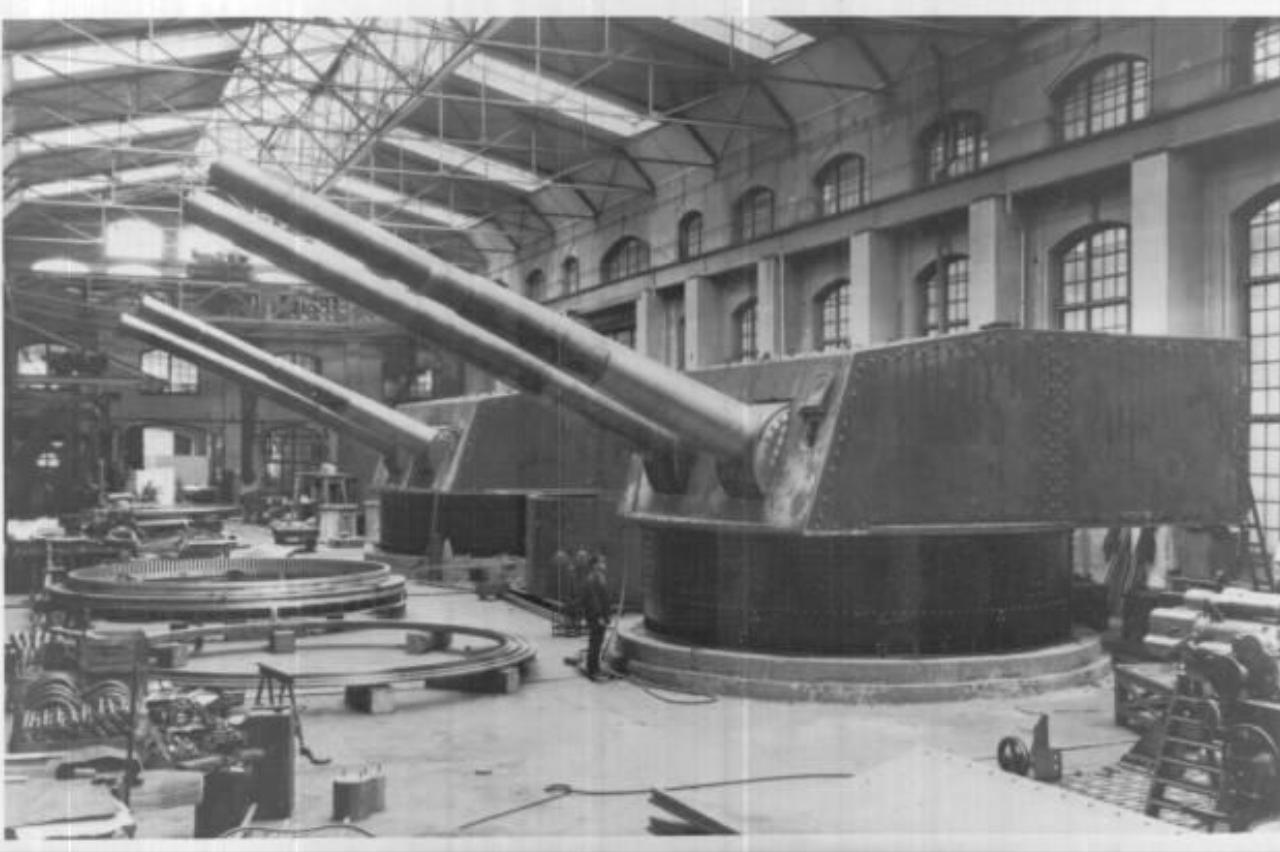
主砲の製造過程

主砲は本級のためにボフォース社が新設計した「1929年型 25.4cm(46口径)砲」を採用した。性能は重量225 kgの砲弾を最大仰角45度で33,140mまで届かせることが出来た。俯仰能力は仰角45度・俯角10度で、旋回角度は船体首尾線方向を0度として左右150度の旋回角度を持つ。発射速度は毎分2～3発である。

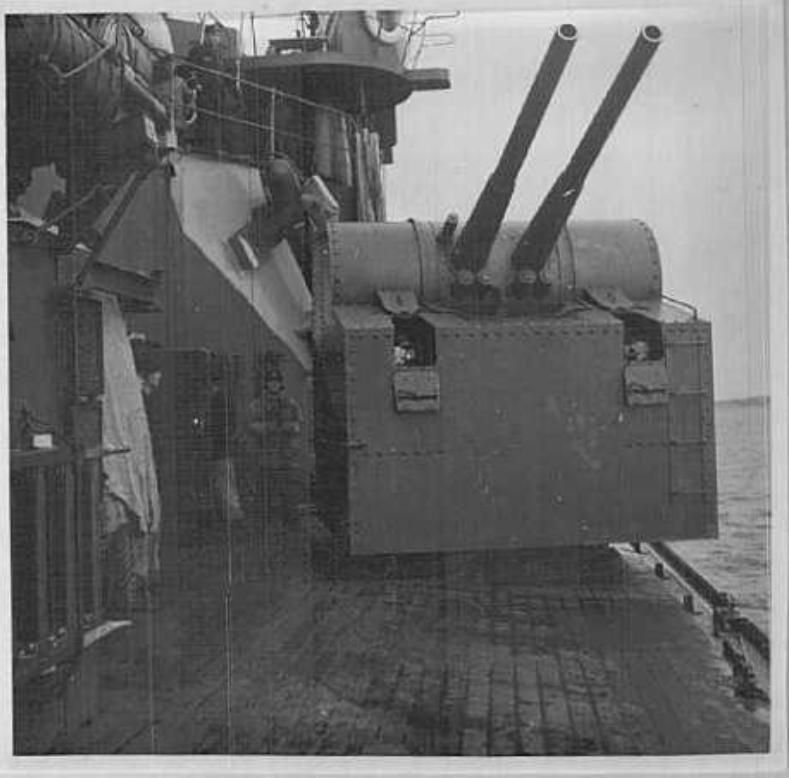
イルマリネン級の10.5cm連装高角砲

副砲兼高角砲は同じくボフォースの新製品「1932年型 10.5cm（50口径）高角砲」を採用した。この砲は16kgの砲弾を最大仰角85度で高度12,000m、対艦用として仰角45度で18,200mまで届かせられる優秀な性能を持っていた。旋回と俯仰は電動と人力で行われ、左右方向に100度旋回でき、俯仰は仰角85度・俯角10度で発射速度は毎分15発だった。写真では砲塔に見えるが、これは連装砲架を密閉型の装甲カバーで覆ったものである。
その他、対空用にヴィッカース社の「4cm（39口径）ポムポム砲」を連装砲架で1基、単装砲架を1基ずつ装備したが、後に「ヴァイナモイネン」のみボフォース社の40mm機関砲に換装し、連装砲架で2基装備した。更に機関砲を補助するためマドセン社の20mm機銃を単装砲架で2基装備していたが、「ヴァイナモイネン」はこれも単装8基に増設している。

## 運用
ヴァイナモイネンは1937年5月、ジョージ6世戴冠記念観艦式にフィンランド海軍の旗艦として参列した。
イルマリネンは1941年9月13日、サーレマー島攻略作戦（ノルトヴィント作戦）帰途の際に触雷沈没した。生存者は132名で271名が戦死した。
一方、ヴァイナモイネンは1947年3月3日に賠償艦に指定されトゥルク港でソ連に接収後に「ヴィボルグ（Vyborg）」と改名されてソ連海軍で就役、1960年に除籍後、1968年に解体処分を受けた。

## 同型艦
- イルマリネン（Ilmarinen）

クライトン・フルカン社トゥルク造船所に1928年発注、1929年9月に起工、1931年2月に進水、1933年4月17日に竣工し1934年に就役した
- ヴァイナモイネン（Vainamoinen）

クライトン・フルカン社トゥルク造船所にて1929年8月に起工、1930年12月28日進水、1932年4月29日に竣工。